# باواریا فیلم
باواریا فیلم (انگلیسی: Bavaria Film) یک شرکت فیلم‌سازی در گرونوالد، آلمان است.
تأسیس اولیه این شرکت فیلم‌سازی در سال ۱۹۱۹ بوده و در سال ۱۹۳۲ به نام فعلی تغییر پیدا کرده است، باواریا فیلم در زمینه تولید و تهیه فیلم‌های سینمایی فعالیت میکرده است.

## فیلم‌شناسی
- تونل
- پاراسلسوس
- دوریت کوچک
- ناک اوت
- هلنا
- کشتی (فیلم ۱۹۸۱)